# Condimenti della pizza
I condimenti della pizza sono le farciture della pizza su cui gli ingredienti vengono posti sull'impasto prima, durante o dopo la cottura.
Alcuni condimenti sono strettamente legati alla tradizione della cucina italiana e maggiormente diffusi nelle pizzerie del paese. Altri, vista la diffusione mondiale della pizza, hanno avuto origine in altri paesi.

## Panoramica

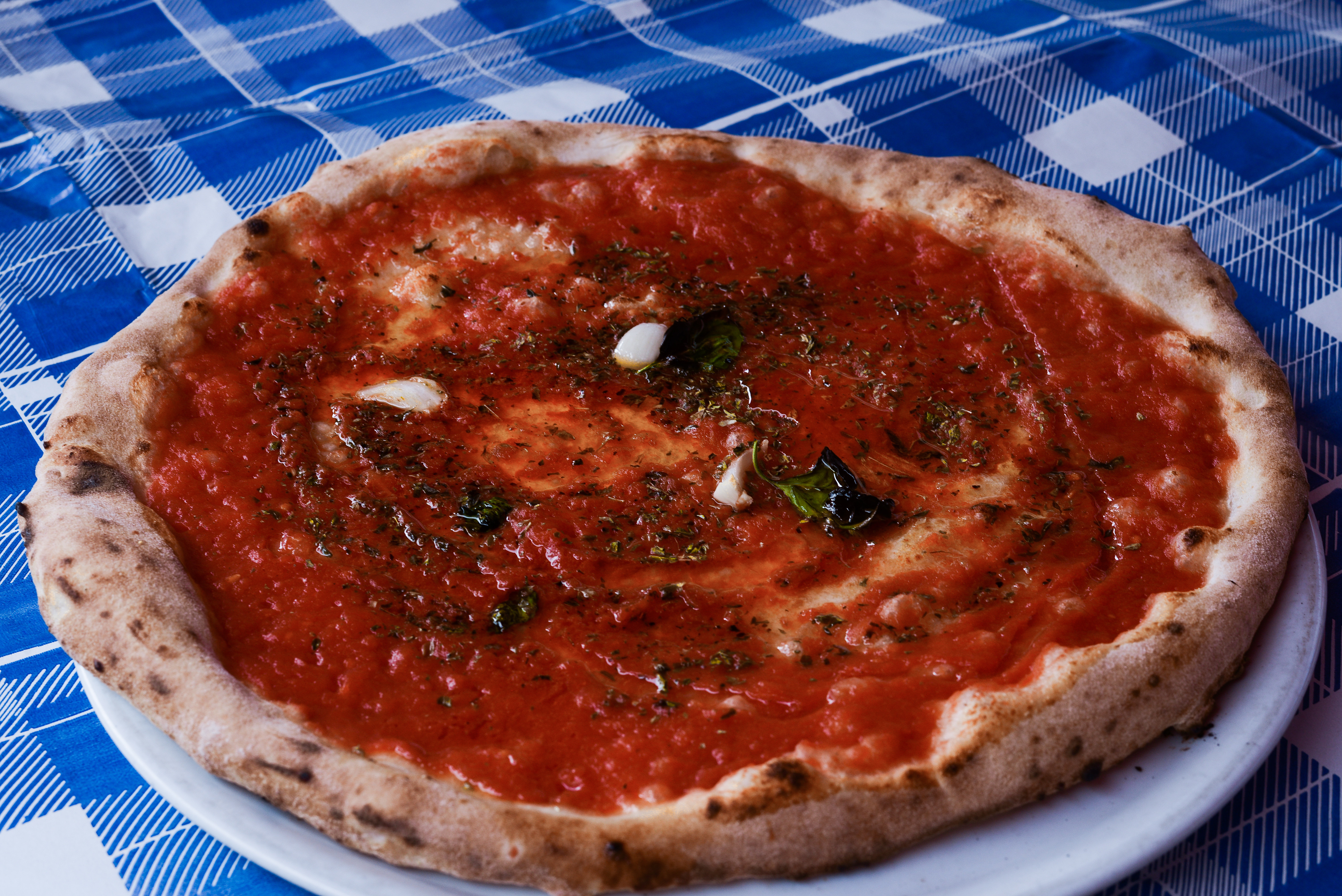
Una pizza marinara

Gli ingredienti maggiormente usati nella preparazione della pizza sono: mozzarella (di solito fior di latte), salsa di pomodoro, basilico o origano, acciughe sotto sale, frutti di mare, salumi, formaggi e funghi. Ogni pizzeria tuttavia ha le proprie ricette, che possono variare notevolmente rispetto al gusto locale e agli ingredienti freschi a disposizione.
Esistono due macrocategorie di pizza: quelle "rosse", con salsa di pomodoro e quelle "bianche", che invece non ne hanno. Tuttavia, queste ultime possono in alcuni casi presentare dei pomodori aggiunti dopo la cottura.
Il disciplinare STG della pizza napoletana prevede solo due varianti per il condimento: la marinara e la Margherita.

## Condimenti
Nella tabella seguente i nomi associati alle pizze sono quelli comunemente più diffusi.
| Nome                               | Ingredienti                                                                           | Note |
| ---------------------------------- | ------------------------------------------------------------------------------------- | --- |
| Americana                          | Pomodoro, mozzarella, würstel, patate fritte                                          | Chiamata anche tedesca |
| Bismarck                           | Pomodoro, mozzarella, prosciutto cotto, uovo fritto                                   | Il nome deriva da Otto von Bismarck, noto consumatore di uova |
| Boscaiola                          | Mozzarella, funghi champignon, salsiccia a fette                                      | |
| Bufala                             | Pomodoro di San Marzano, mozzarella di bufala, basilico                               | Anche detta bufalina, Margherita DOC/P o Regina Margherita |
| Campagnola                         | Prosciutto cotto, mozzarella, rosmarino, patate al forno                              | In Romagna le patate al forno possono essere sostituite dalle crocchette di patate (chiamata "pizza pusillanime" nella zona di Faenza)                                                         |
| Caprese                            | Pomodori cuore di bue, mozzarella di bufala campana, basilico, olio di oliva          | Deriva dall'omonima insalata |
| Capricciosa                        | Pomodoro, mozzarella, funghi, carciofi, prosciutto cotto, olive nere                  | Gli ingredienti sono gli stessi della quattro stagioni, ma in questo caso sono mischiati e non suddivisi in quadranti                                                                          |
| Carrettiera                        | Mozzarella, friarielli, salsiccia, scaglie di Grana Padano                            | |
| Ciclista                           | Olio d'oliva, sale, rosmarino, origano                                                | Pizza senza pomodoro e senza mozzarella, è chiamata in questo modo nelle regioni dell'Emilia-Romagna, Marche, Toscana e Veneto. Simile alla pizza bianca ma senza il formaggio.                |
| Cipolle                            | Pomodoro, mozzarella, cipolle                                                         | La varietà Pizza Tropea viene fatta con le cipolle rosse di Tropea |
| Diavola                            | Pomodoro, mozzarella, salame piccante, peperoncino, olive nere                        | La variante "sarda" prevede pecorino sardo e salsiccia secca |
| Frutti di mare                     | Pomodoro, mozzarella, frutti di mare (gamberetti, cozze, calamari), aglio, prezzemolo | |
| Funghi                             | Pomodoro, mozzarella, funghi champignon, prezzemolo, olio                             | Esiste anche la variante con funghi porcini |
| Gorgonzola e pere                  | Mozzarella, gorgonzola, pere, olio, pepe                                              | |
| Hawaiana                           | Pomodoro, mozzarella, ananas sciroppato, prosciutto                                   | La probabile origine è canadese |
| Mare e monti                       | Pomodoro, mozzarella, funghi, frutti di mare, aglio, prezzemolo                       | |
| Margherita                         | Pomodoro, mozzarella, basilico, olio                                                  | |
| Marinara                           | Pomodoro, aglio, origano, olio                                                        | Il nome deriva dal fatto che gli ingredienti - facilmente conservabili - erano usati dai marinai nel corso di lunghi viaggi                                                                    |
| Mastunicola                        | Strutto, formaggio, pepe e basilico                                                   | La mastunicola è la prima pizza della tradizione napoletana, madre della Margherita. Le origini si riscoprono nella cucina povera del sedicesimo secolo                                        |
| Mimosa                             | Mozzarella, panna, prosciutto cotto, mais                                             | |
| Mortadella e pesto di pistacchi    | Mozzarella, mortadella, pesto di pistacchi                                            | Esiste anche la variante con la stracciatella di bufala |
| Napoletana (o Napoli)              | Pomodoro, acciughe salate, origano, capperi, olio                                     | Nel luogo d'origine, viene chiamata pizza romana |
| Ortolana                           | Pomodoro, mozzarella, peperoni, melanzane, zucchine, verdure grigliate varie          | È nota anche come vegetariana o pizza alle verdure |
| Pisana                             | Pomodoro, capperi, acciughe, Parmigiano Reggiano                                      | |
| Prosciutto                         | Pomodoro, mozzarella, prosciutto crudo o cotto                                        | |
| Prosciutto e funghi                | Pomodoro, mozzarella, funghi champignon, prosciutto cotto                             | |
| Pugliese                           | Pomodoro, mozzarella, cipolla, olive nere                                             | |
| Quattro formaggi                   | Mozzarella, gorgonzola, fontina, Parmigiano Reggiano, basilico                        | Ne esistono varianti con altri formaggi a scelta, anche se la mozzarella e il gorgonzola sono quasi sempre presenti. Può essere realizzata su base bianca o rossa, con l'aggiunta del pomodoro |
| Quattro stagioni                   | Pomodoro, mozzarella, funghi, carciofi, prosciutto cotto, olive nere                  | Sebbene gli ingredienti siano i medesimi della capricciosa, essi non sono mischiati ma separati in quattro quadranti. I quadranti sono talvolta separati da sottili strisce di pasta.          |
| Rossini                            | Pomodoro, mozzarella, uovo sodo a fette, maionese                                     | Specialità di Pesaro |
| Salsiccia                          | Pomodoro, mozzarella, salsiccia                                                       | |
| Sarda                              | Pomodoro, mozzarella, salsiccia, olive                                                | |
| Stracchino e rucola                | Pomodoro, mozzarella, stracchino, rucola                                              | |
| Tirolese                           | Pomodoro, mozzarella, gorgonzola, speck                                               | |
| Tonno                              | Pomodoro, mozzarella, tonno                                                           | Può essere anche "bianca" o contenere le cipolle |
| Ungherese                          | Pomodoro, mozzarella, salame ungherese                                                | |
| Valdostana                         | Pomodoro, mozzarella, prosciutto cotto, fontina                                       | |
| Viennese                           | Pomodoro, mozzarella, würstel di Vienna                                               | Chiamata anche pizza ai würstel |
| White pizza (lett. "pizza bianca") | Formaggi a piacere, aglio                                                             | Pizza diffusa negli Stati Uniti d'America e divenuta particolarmente popolare a New York. Può contenere altri ingredienti a piacere                                                            |